# Мошково (Ленинградская область)
Мошково — деревня в Шугозёрском сельском поселении Тихвинского района Ленинградской области.

## История
Согласно семитопографической карте Новгородской губернии 1847 года деревня называлась Машковская (Подгорье).

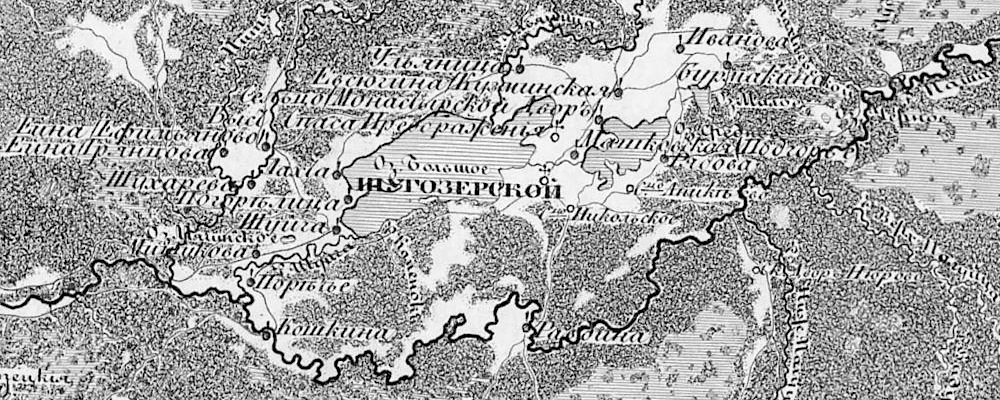
Деревня Мошково на карте 1847 года

МАШКОВСКАЯ (ПОДГОРЬЕ) — деревня Кузьминского общества, прихода Большешугозёрского погоста. 

Крестьянских дворов — 9. Строений — 15, в том числе жилых — 12.

Число жителей по семейным спискам 1879 г.: 24 м. п., 37 ж. п.; по приходским сведениям 1879 г.: 24 м. п., 33 ж. п.

Сборник Центрального статистического комитета описывал её так:

МАШКОВСКАЯ (ПОДГОРЬЕ) — деревня бывшая государственная при озере Среднем, дворов — 7, жителей — 50; часовня, школа. (1885 год)

В конце XIX — начале XX века деревня административно относилась к Кузьминской волости 2-го земского участка 2-го стана Тихвинского уезда Новгородской губернии.
По данным 1910 года деревня называлась Машково.
По сведениям на 1 января 1913 года деревня называлась Машково-Подгорье, она насчитывала 68 жителей из них детей в возрасте от 8 до 11 лет — 6 человек.
С 1917 по 1918 год деревня Мошково входила в состав Кузьминской волости Тихвинского уезда Новгородской губернии. 
С 1918 года в составе Череповецкой губернии.
С 1924 года в составе Капшинской волости.
С 1927 года в составе Кузьминского сельсовета Капшинского района.
По данным 1933 года деревня называлась Машково и входила в состав Кузьминского сельсовета Капшинского района Ленинградской области.
В 1950 году население деревни Мошково составляло 158 человек.
В 1958 году население деревни Мошково составляло 104 человека.
С 1963 года в составе Тихвинского района.
По данным 1966 и 1973 годов деревня Мошково также входила в состав Кузьминского сельсовета.
По данным 1990 года деревня Мошково входила в состав Шугозёрского сельсовета.
В 1997 году в деревне Мошково Шугозёрской волости проживали 30 человек, в 2002 году — 53 человека (русские — 83 %).
В 2007 году в деревне Мошково Шугозёрского СП проживал 71 человек, в 2010 году — 74.

## География
Деревня расположена в северо-восточной части района близ автодороги 41К-946 (Озровичи — Пашозеро — Шугозеро — Ганьково).
Расстояние до административного центра поселения — 1 км.
Расстояние до ближайшей железнодорожной станции Тихвин — 68,5 км.
Деревня находится между озёр Шугозеро и Среднее.

## Демография
| 2007 | 2010 | 2017 |
| ---- | ---- | ---- |
| 71   | ↗74  | ↗82  |

### Национальный состав
Согласно данным Всероссийской переписи населения 2021 года в деревне проживали 69 человек, из них:
 русские — 66, украинцы — 2, киргизы — 1 человек.

## Улицы
Озёрная, Полевая, Солнечная.